# Plone
Plone je svobodný software fungující jako systém pro správu obsahu. Plone se používá zejména pro vytváření intranetových a extranetových řešení, groupware a webových portálů.
Plone umožňuje běžným uživatelům vytvářet a udržovat informace na veřejných internetových stránkách nebo intranetu pouze pomocí webového prohlížeče. Plone je snadné pochopit, používat a nabízí nepřeberné množství modulů "add-ons" s rozsáhlými možnostmi rozšiřitelnosti do budoucna.
Držitelem práv duševního vlastnictví k Plone je Plone Foundation.

## Historie projektu
Plone projekt začal v roce 1999. Původními vývojáři byli Alexander Limi, Alan Runyan a Vidar Andersen.

## Technologie
Plone využívá služeb objektové infrastruktury Zope, která je stejně jako Plone napsána v jazyce Python.

## Integrace a standardy
Plone se snadno integruje s Active Directory, SalesForce, LDAP, SQL, SOAP, MySQL, PostgreSQL nebo Oracle. Plone dodržuje standardy přístupnosti pro osoby s postižením. Plone splňuje všechny celosvětové normy pro přístupnost k obsahu WCAG v1.0.

## Funkce a vlastnosti Plone
- Inline editace
- Podpora pracovní kopie
- Ověřování odkazů a referenční integrity
- Automatické zamykání a odemykání
- Snadná spolupráce a sdílení
- Správa verzí, historie a návrat k dřívějšímu obsahu
- Snadno použitelný, výkonný grafický editor stránek TinyMCE
- Výkonné možnosti pracovních postupů – Workflow
- Flexibilní ověřovací back-end
- Fulltextové indexování dokumentů MS Office a PDF
- Kolekce
- Režim prezentace obsahu
- Podpora protokolu Sitemap vyhledávacího webu
- Podpora více značkovacích formátů
- Podpora formátu wiki
- Automatická navigace na předchozí/následující stránku
- Engine pro pravidla obsahu
- Automaticky generované obsahy
- Portlety
- Profesionální podpora, vývoj, hostování a školení
- Služba LiveSearch
- Správa vícejazyčného obsahu
- Časově určené publikování
- Adresy URL čitelné pro člověka
- Flexibilní navigace a vždy aktualizované mapy webů
- Komprese zdrojů
- Výkonná integrace serveru caching proxy
- Přeskupení obsahu pomocí funkce přetažení Drag and Drop
- Export konfigurace webu pomocí jazyka XML
- Lokalizovaná konfigurace pracovních postupů
- Nastavitelné šablony obsahu
- Výkonné standardní typy obsahu
- Obsah se automaticky formátuje pro tisk
- Shoda se standardy XHTML a CSS
- Přístupnost
- Podpora informačního kanálu RSS
- Automatická změna velikosti obrázků a generování miniatur
- Bohatý "ekosystém" doplňků zdarma
- Víceplatformový systém
- Možnosti komentářů jakéhokoliv obsahu
- Podpora mikroformátů
- Jednoduché instalační balíčky pro více platforem
- Podpora protokolů WebDAV a FTP
- Kontextové úpravy
- Podpora dynamického zálohování (Hot backup)
- Operace Vyjmout/Kopírovat/Vložit pro úpravy obsahu

## Plone ve světě
- Oficiální web: plone.org
- IRC: #plone na freenode.irc.net.

## Plone v ČR
- Základní informace v češtině jsou na české verzi oficiálního webu: plone.cz.
- Mailing list plone-cz – přihlášení[nedostupný zdroj].
- IRC: #plone-cz na freenode.irc.net.